# 강원 동서남북
강원 동서남북은 KBS춘천 1라디오, KBS강릉 1라디오, KBS원주 1라디오에서 강원도 전역을 연결해 방송했던 시사교양 프로그램이다.

## 역사
1997년 11월 3일에 첫방송을 시작했으며, 원래는 오후 4시 10분에 방송됐으나, 2003년 7월 14일부터 오전 11시 10분으로 시간대를 이동하여 방송하다가, 2004년 10월 16일 방송을 마지막으로 폐지되었다.

## 주파수 안내
- 춘천 FM 99.5㎒, AM 657㎑
- 강릉 FM 98.9㎒, AM 864㎑
- 원주 FM 97.1/95.5㎒, AM 1152㎑

## 역대 방송시간
| 방송 채널                                       | 방송 기간                          | 방송 시간                         |
| ----------------------------------------------- | ---------------------------------- | --------------------------------- |
| KBS춘천 1라디오 KBS강릉 1라디오 KBS원주 1라디오 | 1997년 11월 3일 ~ 1999년 10월 29일 | 평일 오후 4:10 ~ 오후 4:58        |
| KBS춘천 1라디오 KBS강릉 1라디오 KBS원주 1라디오 | 2000년 5월 1일 ~ 2003년 7월 11일   | 평일 오후 4:10 ~ 오후 4:58        |
| KBS춘천 1라디오 KBS강릉 1라디오 KBS원주 1라디오 | 1999년 11월 1일 ~ 2000년 4월 29일  | 월~토요일 오후 4:10 ~ 오후 4:58   |
| KBS춘천 1라디오 KBS강릉 1라디오 KBS원주 1라디오 | 2003년 7월 14일 ~ 2004년 10월 16일 | 월~토요일 오전 11:10 ~ 오전 11:58 |